# 恒河 (纪录片)
《恒河》是英國廣播公司電視（BBC）于2007年播出的一部紀錄片，介绍了恒河的自然与人文历史，共三集，分别为“圣山后裔”（"Daughter of the Mountains"）、“生命之河”（"River of Life"）、“水的国度”（"Waterland"）。《恒河》是自2001年的《刚果河》，2004年的《尼罗河》之后，BBC制作播出的第三部关于河流的纪录片。